# Camilla Dalby
Camilla Dalby Christensen (Randers, 15 de mayo de 1988) es una exjugadora danesa de balonmano que actuaba como lateral derecho.

## Trayectoria

### Clubes
Formada en Spentrup IF y Randers Freja, debutó en la élite con el Randers HK en 2010, con el que conquistó la Copa EHF en 2010 y la Liga Danesa de Balonmano Femenino en 2012.
En 2013 fichó por el  ŽRK Budućnost, con el que se proclamó campeona de la Liga de Campeones en 2015.
Regresó a Randers HK en 2015 firmando por tres temporadas y se retiró en 2019.

### Trayectoria de clubes
- 2010 – 13:  Randers HK
- 2013 – 15:  ŽRK Budućnost
- 2015 – 19:  Randers HK

### Selección
Fue subcampeona del Mundo con su selección júnior en 2008 y campeona de Europa en Turquía 2007, siendo de primer año.
Debutó con la selección absoluta el 17 de octubre de 2007. En el Campeonato Mundial de 2013 no fue de la partida inicial. Entrenó con el equipo masculino para mantenerse en forma durante la competición y fue llamada en los últimos partidos  obteniendo la medalla de bronce y cortando una sequía de nueve años sin podios para Dinamarca.

## Premios y títulos

### Con la selección
- 1 x Medalla de bronce en el Campeonato Mundial (2013)

### Con sus clubes
- 1 x Liga Danesa (2012)
- 1 x Liga de Campeones (2015)
- 1 x Copa EHF (2010)

## Vida personal
En octubre de 2017 anunció su embarazo, lo que la apartó de la competición el resto de la temporada. Tras ser madre en 2018, regresó brevemente antes de retirarse y dedicarse a la fisioterapia.